# Korać-Cup 1975/76
Die Saison 1975/76 war die 5. Spielzeit des Korać-Cup, der von der FIBA Europa ausgetragen wurde.
Den Titel gewann Jugoplastika Split aus Jugoslawien.

## Modus
Es nahmen 28 Mannschaften aus 13 Nationen teil. Nach der Qualifikationsrunde spielten 24 Teams in der 1. Runde um den Einzug in die Gruppenphase. Diese bestand aus vier Gruppen mit je vier Teams. Neben den 12 Qualifikanten waren 4 Klubs automatisch für die Gruppenphase gesetzt. Der Erstplatzierte jeder Gruppe erreichte das Halbfinale, gefolgt vom Finale.
Die Sieger der Spielpaarungen in der Gruppenphase wurden in Hin- und Rückspiel ermittelt. Entscheidend war das Gesamtergebnis beider Spiele. Wer dies für sich entschied, bekam den Sieg gutgeschrieben. Die Sieger der Spielpaarungen in Runde 1 und im Halbfinale, sowie im Finale, wurden ebenfalls in Hin- und Rückspiel ermittelt.

## Qualifikationsrunde
|                   | Gesamt  |                      | Hinspiel | Rückspiel |
| ----------------- | ------- | -------------------- | -------- | --------- |
| BC Bavi Astroturf | 149:165 | Caen Basket Calvados | 82:73    | 67:92     |
| Panionios Athen   | 163:172 | Èveil Monceau        | 88:85    | 75:87     |

## Teilnehmer
| Teilnehmer     | Teilnehmer | Teilnehmer                 | Teilnehmer              | Teilnehmer          | Teilnehmer          |
| Land           | Anzahl     | Mannschaften               | Mannschaften            | Mannschaften        | Mannschaften        |
| -------------- | ---------- | -------------------------- | ----------------------- | ------------------- | ------------------- |
| Frankreich     | 4          | Olympique d’Antibes        | AS Berck Basket         | Caen BC             | SC Moderne Le Mans  |
| Italien        | 4          | Brina AMG Sebastiani Rieti | Sinudyne Virtus Bologna | Mobilquattro Milano | Chinamartini Torino |
| Belgien        | 3          | Bus Fruit Lier             | Standard BC Lüttich     | Éveil Monceau       |                     |
| Griechenland   | 3          | Panellinios Athen          | AEK Athen               | PAOK Thessaloniki   |                     |
| Bulgarien      | 2          | Tschernomorez Burgas       | Tscherno More Warna     |                     |                     |
| BR Deutschland | 2          | TuS 04 Leverkusen          | MTV Wolfenbüttel        |                     |                     |
| Israel         | 2          | Hapoel Tel Aviv            | Hapoel Ramat Gan        |                     |                     |
| Jugoslawien    | 2          | KK Partizan Belgrad        | Jugoplastika Split      |                     |                     |
| Spanien        | 2          | FC Barcelona               | Joventut de Badalona    |                     |                     |
| England        | 1          | Doncaster Panthers BC      |                         |                     |                     |
| Österreich     | 1          | ABC Maximarkt Wels         |                         |                     |                     |
| Schweden       | 1          | Gammelstads BBK            |                         |                     |                     |
| Türkei         | 1          | Karşıyaka SK İzmir         |                         |                     |                     |

## 1. Runde
|                           | Gesamt  |                                   | Hinspiel | Rückspiel |
| ------------------------- | ------- | --------------------------------- | -------- | --------- |
| MTV Wolfenbüttel          | 165:179 | Joventut de Badalona              | 81:93    | 84:86     |
| Panellinios GS            | 139:168 | Jugoplastika Split                | 78:63    | 61:105    |
| Doncaster Panthers BC     | 153:224 | AS Berck Basket                   | 85:101   | 68:123    |
| Hapoel Tel Aviv           | 157:154 | AEK Athen                         | 95:71    | 62:83     |
| Gammelstads BBK           | 219:114 | Standard Lüttich BC               | 74:81    | 82:104    |
| ABC Maximarkt Wels        | 151:192 | Sinudyne Virtus Bologna           | 71:89    | 80:93     |
| Caen BC                   | 139:144 | Chinamartini Pallacanestro Torino | 79:54    | 60:90     |
| SC Moderne Le Mans        | 179:142 | PAOK Thessaloniki                 | 112:73   | 67:69     |
| Éveil Monceau             | 163:161 | Tschernomorez Burgas              | 94:81    | 69:80     |
| BUS Immo Scheers Lier BBC | 159:160 | TuS 04 Leverkusen                 | 91:73    | 68:87     |
| Tscherno More Warna       | 185:173 | Karşıyaka SK İzmir                | 105:70   | 80:103    |
| Hapoel Ramat Gan          | 180:194 | Mobilquattro Milano               | 91:95    | 89:99     |

- Außerdem für die Gruppenphase gesetzt:  FC Barcelona,  KK Partizan Belgrad,  Brina AMG Sebastiani Rieti,  Olympique d’Antibes

## Gruppenphase

### Gruppe A
| Team                          | Sp | S | N | P+  | P-  |
| ----------------------------- | -- | - | - | --- | --- |
| 1. Joventut de Badalona       | 3  | 2 | 1 | 540 | 515 |
| 2. SC Moderne Le Mans         | 3  | 2 | 1 | 508 | 496 |
| 3. Brina AMG Sebastiani Rieti | 3  | 2 | 1 | 518 | 533 |
| 4. Éveil Monceau              | 3  | 0 | 3 | 470 | 492 |

### Gruppe B
| Team                   | Sp | S | N | P+  | P-  |
| ---------------------- | -- | - | - | --- | --- |
| 1. Jugoplastika Split  | 3  | 3 | 0 | 533 | 506 |
| 2. AS Berck Basket     | 3  | 2 | 1 | 552 | 511 |
| 3. Standard Lüttich BC | 3  | 1 | 2 | 495 | 524 |
| 4. Mobilquattro Milano | 3  | 0 | 3 | 499 | 538 |

### Gruppe C
| Team                       | Sp | S | N | P+  | P-  |
| -------------------------- | -- | - | - | --- | --- |
| 1. Sinudyne Virtus Bologna | 3  | 3 | 0 | 564 | 485 |
| 2. KK Partizan Belgrad     | 3  | 2 | 1 | 567 | 566 |
| 3. TuS 04 Leverkusen       | 3  | 1 | 2 | 511 | 544 |
| 4. Tscherno More Warna     | 0  | 0 | 3 | 504 | 551 |

### Gruppe D
| Team                   | Sp | S | N | P+  | P-  |
| ---------------------- | -- | - | - | --- | --- |
| 1. Chinamartini Torino | 3  | 3 | 0 | 504 | 470 |
| 2. FC Barcelona        | 3  | 2 | 1 | 555 | 513 |
| 3. Hapoel Tel Aviv     | 3  | 1 | 2 | 546 | 558 |
| 4. Olympique d’Antibes | 3  | 0 | 3 | 503 | 567 |

## Halbfinale
|                      | Gesamt  |                         | Hinspiel | Rückspiel |
| -------------------- | ------- | ----------------------- | -------- | --------- |
| Joventut de Badalona | 161:162 | Chinamartini Torino     | 107:83   | 54:79     |
| Jugoplastika Split   | 166:162 | Sinudyne Virtus Bologna | 74:83    | 92:79     |

## Finale
|                    | Gesamt  |                     | Hinspiel | Rückspiel |
| ------------------ | ------- | ------------------- | -------- | --------- |
| Jugoplastika Split | 179:166 | Chinamartini Torino | 97:84    | 82:82     |

- Final-Topscorer:  John Laing (Chinamartini Torino): 66 Punkte